# Assemblea legislativa (Tonga)
L'Assemblea Legislativa di Tonga (in inglese Legislative Assembly of Tonga, in tongano Fale Alea ʻo Tonga) è il parlamento monocamerale del Regno di Tonga.

## Composizione
Il Parlamento di Tonga è composto da 26 deputati, aventi mandato quinquennale, di cui, tuttavia, solo 17 sono eletti in circoscrizioni plurinominali con il sistema maggioritario (voto singolo non trasferibile). I rimanenti, infatti, sono eletti dai 33 nobili ereditari del paese. Essi rappresentano il popolo, compongono il potere legislativo del paese, esercitato appunto dall’Assemblea, nominano il Primo Ministro e redigono gli stanziamenti di bilancio.

## Storia
Un'Assemblea legislativa che prevedeva la rappresentanza di nobili e cittadini comuni fu istituita nel 1862 dal re George Tupou I. Questo corpo si riuniva ogni quattro anni ed, in seguito, venne codificato nella Costituzione Tongana del 1875, ancora oggi in vigore, seppur con alcune modifiche.
Originariamente l'Assemblea legislativa era composta da tutti i detentori di titoli nobiliari, un numero uguale di rappresentanti del popolo, i governatori di Ha'apai e Vava'u e almeno quattro ministri di gabinetto scelti dal monarca. Un aumento del numero di nobili da venti a trenta vide l'Assemblea crescere fino a 70 membri, ma ben presto furono emanati degli emendamenti che, nel 1914, videro una riduzione delle dimensioni dell'Assemblea e delle sedute annuali. Il principio di uguale rappresentanza dei nobili e dei comuni cittadini è stato tuttavia mantenuto.
Nell'aprile 2010 l'Assemblea legislativa ha emanato un nuovo pacchetto di riforme politiche, aumentando il numero di rappresentanti del popolo da nove a diciassette, facendo si che dieci seggi fossero riservati all’isola di Tongatapu, tre a Vava'u, due ad Ha'apai e uno ciascuno a Niuas e 'Eua.